# Empoasca calfica
Empoasca calfica är en insektsart som beskrevs av Rowland Southern 1982. Empoasca calfica ingår i släktet Empoasca och familjen dvärgstritar. Inga underarter finns listade i Catalogue of Life.